# Svaveltukan
Svaveltukan (Ramphastos sulfuratus) är en fågel i familjen tukaner inom ordningen hackspettartade fåglar.

## Utbredning och systematik
Svaveltukanen delas in i två underarter:
- Ramphastos sulfuratus sulfuratus: förekommer på låglandet från sydöstra Mexiko till Belize, Guatemala och Honduras.
- Ramphastos sulfuratus brevicarinatus: förekommer i sydöstra Guatemala, norra Colombia och allra nordvästligaste Venezuela.

## Status
IUCN kategoriserar arten som nära hotad.

## I kulturen
Svaveltukanen är nationalfågel i Belize.